# Josef Fransson
Josef Fransson (25 de setembro de 1978) é um político sueco que serve como parlamentar no Riksdag pelo partido dos Democratas Suecos (SD) desde 2010.
Fransson formou-se na Universidade de Örebro em 2003 com um diploma em engenharia. Em 2010, Fransson foi eleito para o parlamento pelo eleitorado de Malmö pelo SD. No Riksdag, ele actuou como membro dos comités de Meio Ambiente, Agricultura e Trânsito.